# Levi Houapeu
Aquilas Levi Houapeu (* 22. Juni 1989 in Abidjan) ist ein ivorischer Fußballspieler.

## Spielerkarriere

### Jugend und College
Houapeu siedelte als Kind mit seinen Eltern in die Vereinigten Staaten um. Sie ließen sich in Germantown, Maryland nieder, wo er im benachbarten Gaithersburg die Watkins Mill High School besuchte. In dieser Zeit war Teil des Maryland Olympic Development Programms und spielte bei dem lokalen Fußballklub Potomac Cougars.
Nach der High School ging er an die University of Maryland, wo er für die College-Soccer-Mannschaft UMBC Retrievers spielte. 2007 wurde er in die Auswahlmannschaft der besten Nachwuchsspieler in der America East Conference berufen. 2009 wurde er ECAC Men’s Soccer Offensive Player of the Year. Neben dieser Auszeichnung erhielt er weitere.
In seinem letzten Jahr am College spielte er für Reading United in der USL Premier Development League.

### Profi
Am 31. Januar 2011 wurde er von Philadelphia Union im MLS SuperDraft 2011 gedraftet. Er unterschrieb bei der Major League Soccer Mannschaft am 18. März 2011.
Für Philadelphia absolvierte er jedoch nur drei Spiele für die Reservemannschaft. Zwischen 2013 und 2014 spielte er für Baltimore Blast in der Major Indoor Soccer League.
In der Saison 2014 spielte er für Rochester Rhinos in der United Soccer League.